# Fitoalexina

El capsidiol és una fitolaexina

Les fitoalexines són substàncies antimicrobianes sintetitzades de novo per plantes que s'acumulen ràpidament en zones infectades per fitopatògens. Són inhibidors d'ampli espectre i són químicament diverses però tenen tendència a ser terpenoides, glicoesteroides i alcaloides; tanmateix, els investigadors sovint troben convenient estendre aquesta definició per tal d'incloure a tots els fitoquímics que formen part de l'arsenal de defensa de les plantes.

## Funció
Les fitoalexines produïdes en les plantes actuen com toxines per a l'organisme que les ataca i ho fan per exemple, punxant la paret cel·lular de l'atacant, retardant la maduració, interrompent el metabolismes o evitant la reproducció del patogen. D'altra banda, els fitopatògens capaços de degradar les fitoalexines són més virulents que els que no en són capaços.

## paper dels fenols naturals en la defensa de les plantes
Els fenols naturals de les plantes tenen un paper en la defensa contra el patògens fúngics.
En els raïms de la vinya el trans-resveratrol és una fitoalexina produïda contra el creixement de fongs com és el de la podridura grisa (Botrytis cinerea) i el delta-viniferin és una altra fitoalexina produïda contra el míldiu per l'agent Plasmopara viticola. La pinosilvina és una toxina sintetitzada abans de la infecció que es presenta en el duramen de les pinàcies (Pinaceae).